# Our House
«Our House» —en español: «Nuestra casa»— es una canción de la banda de ska y pop británico Madness. Fue lanzado como el sencillo principal de su cuarto álbum de estudio, The Rise & Fall, el 12 de noviembre de 1982. La canción figuró entre los diez primeros en varios países y ganó la Mejor Canción Pop en mayo de 1983 Ivor Novello Awards.

## Acerca
Lanzado en noviembre de 1982, alcanzó el puesto #5 en el UK Singles Chart. En 1983, «Our House» fue su mayor éxito en Estados Unidos, alcanzando el puesto #7 en Billboard Hot 100. En la lista dance de Estados Unidos la canción alcanzó el puesto #21. Recibe el airplay constante por las estaciones de radio.
El lado B, «Walking With Mr. Wheeze», es un instrumento con efectos ocasionales de mix de scratch. El título es una canción de «Groovin 'With Mr. Bloe», un éxito instrumental de 1970 por el grupo de sesiones Mr. Bloe. En 1984, Madness interpretó Our House en el episodio «Sick» de The Young Ones.

## Vídeo musical
El video muestra la banda interpretando las letras de la canción en una antigua casa adosada victoriana. Las letras de la canción describen sobre todo el estilo de vida de la familia obrera, y la banda actúa representando a una familia en el video. La banda toca sus instrumentos en la sala de estar, se prepara para el trabajo y la escuela como la familia juega squash y se relaja en un jacuzzi. El video también incluye fotos exteriores de varias otras casas, incluyendo la «Playboy Mansion» Stocks House en Aldbury, Hertfordshire, y el Palacio de Buckingham. La propiedad que aparece en el video es una casa de terraza en Stephenson Street en el noroeste de Londres, cerca de Willesden Junction.

## Uso en los medios
En 1982, Madness hizo una aparición en la serie 2 de The Young Ones interpretando «Our House». Habían aparecido anteriormente en la serie 1 interpretando «House of Fun».
En 1985 «Our House» fue el tema de una serie de drama para niños, Dodger, Bonzo and the Rest. La versión ofrecida en la demostración fue realizada por los miembros del reparto.
Un episodio de 1992 de Spitting Image presentó una versión satírica de la canción destacando la crisis de equidad negativa que enfrentan muchos propietarios británicos en ese momento.
La grabación original también se utilizó como el tema de una serie 1998 de docuoap de ITV, The Estate Agents.
Un musical llamado Our House, con canciones de Madness, se presentó en el West End de Londres entre octubre de 2002 y agosto de 2003. Una grabación del programa fue transmitida en la BBC Three y fue lanzado como un DVD.
Una versión alterada de la canción fue utilizada en un comercial de Maxwell House y la versión verdadera fue usada en un montaje para un episodio de la comedia de la BBC, My Family, Así como para un juego reality estadounidense de 2004, House of Dreams.
La canción también apareció en una serie 2007-08 de anuncios de televisión para Bird's Eye en la que Suggs apareció, así como un anuncio para el reality show de reality de ABC del 2008 Opportunity Knocks, y en el episodio 4 de la temporada 3 de la serie de televisión Brothers & Sisters, durante la escena de venta de garaje.
En 2010, un mashup de «Jingle Bells» y «Our House», creado por la compañía de música y audio de Nueva York Expansion Team, fue utilizado en un comercial navideño para Verizon.
En los Juegos Olímpicos de 2012 Madness presentaron «Our House» en las ceremonias olímpicas de clausura durante un espectáculo de luz elaborado con decenas de bailarines.
Una versión alterada de la canción se utiliza en un anuncio de TV del 2014 para Chemist Warehouse.
En Chile, la canción fue usada en el spot y tema de la serie de televisión chilena Canal 13 Papá Mono.

## Lista de canciones
- Sencillo de 7"

1. «Our House» – 3:23
2. «Walking with Mr. Wheeze» – 3:31

- Sencillo de 7" (Francia)

1. «Our House (Stretch mix)» – 3:45
2. «Walking with Mr. Wheeze» – 3:31

- Sencillo de 7" (Estados Unidos)

1. «Our House» - 3:20
2. «Cardiac Arrest» - 2:58

(«Stretch mix» es una edición principalmente instrumental de la mix extendida)
- Sencillo de 12"

1. «Our House (Extended Mix)» – 6:00
2. «Our House (7" Version)» – 3:23
3. «Walking with Mr. Wheeze» – 3:31

- Sencillo de 12" (Estados Unidos)

1. «Our House (Dance mix)» – 5:02
2. «Mad House (Our House dub mix)» – 4:35

## Posicionamiento en listas
| Listas (1982/1983)                 | Mejor posición |
| ---------------------------------- | -------------- |
| Australia (Kent Music Report)      | 17             |
| Bélgica (Flandes) (Ultratop 50)    | 15             |
| Canadá (CHUM)                      | 3              |
| Canadá (RPM Top Singles)           | 1              |
| Alemania (Media Control AG)        | 8              |
| Irlanda (IRMA)                     | 3              |
| Países Bajos (Mega Single Top 100) | 3              |
| Nueva Zelanda (Recorded Music NZ)  | 49             |
| Noruega (VG-lista)                 | 4              |
| Suecia (Sverigetopplistan)         | 1              |
| Suiza (Schweizer Hitparade)        | 4              |
| Reino Unido (UK Singles Chart)     | 5              |
| Estados Unidos (Billboard Hot 100) | 7              |
| Estados Unidos Hot Dance Club Play | 21             |
| Estados Unidos Cash Box            | 5              |